# Microregione di Campo Grande
Campo Grande è una microregione dello Stato del Mato Grosso do Sul in Brasile, appartenente alla mesoregione di Centro-Norte de Mato Grosso do Sul.
È una suddivisione creata puramente per fini statistici, pertanto non è un'entità politica o amministrativa.

## Comuni
Comprende 8 comuni:
- Bandeirantes;
- Campo Grande;
- Corguinho;
- Jaraguari;
- Rio Negro;
- Rochedo;
- Sidrolândia;
- Terenos